# Bahía de Toyama
La Bahía de Toyama (富山湾 Toyama-wan?) es una bahía situada en la costa norte de la región de Hokuriku de Honshu, Japón en el Mar de Japón. La bahía limita con las prefecturas de Toyama e Ishikawa. También se la conoce por los espejismo sobre el horizonte durante los meses invernales y por ser una zona donde desova el calamar luciérnaga. Es también una de las tres bahías más grandes de Japón. Partes de la bahía están dentro de los límites del Parque cuasi national de Noto Hantō.

## Geografía

### Comunidades fronterizas

#### Prefectura de Toyama
Kurobe, Uozu, Namerikawa, Toyama, Imizu, Takaoka, Himi

#### Prefectura de Ishikawa
Nanao

### Ríos
Río Kurobe, Río Jōganji, Río Jinzū, Río Shō, etc.